# Ракетный удар по центральному рынку Грозного
Ракетный удар по центральному рынку Грозного —  произошедший 21 октября 1999 года ракетный удар российской армией по центральному рынку Грозного, столицы непризнанной Ичкерии.  Жертвами взрыва стали от 60 до 140 человек.

## Описание события
2 августа 1999 на территории Чечни началась Вторая чеченская война («контртеррористические операции» на территории Северо-Кавказского региона). 18 октября — российские войска форсировали Терек и уже 19 октября подошли к окраинам Грозного. Взрыв на Центральном рынке Грозного произошёл во второй половине дня 21 октября 1999 года. Как объявило агентство «Рейтер», при взрыве, произошедшем на рынке в столице Чечни погибло более 60 мирных жителей, в том числе женщины и дети; около 200 человек получили ранения, примерно 30 госпитализированы. Агентство «Ассошиэйтед Пресс» заявило о ещё большем количестве пострадавших: погибло более 100 человек и пострадало до 400. По версии западных СМИ, грозненский рынок пострадал в результате ракетного удара, нанесённого российскими войсками. Журналист Радио «Свобода» Радуев насчитал свыше 130 жертв. По другим данным погибли 140 и были ранены до 400 человек.

## Свидетельства очевидцев
С 2003 года писатель Полина Жеребцова и правозащитница Наталья Эстемирова проводили расследование обстрела грозненского рынка ракетами.
Свидетельство писателя Полины Жеребцовой, уроженки города Грозного, которая была ранена при данном обстреле:
«Было ощущение, что после того, как взорвалась большая ракета, начали взрываться и другие маленькие ракеты, которые вырвались из неё. Многие уцелевшие побежали искать своих знакомых, родственников, оказавшихся в эпицентре. И попали под новые взрывы. Люди впоследствии ещё два-три дня искали своих. Находили куски тел. Опознавали маму, тетю, сестру их по курточкам, по заколкам на волосах». 

Свидетель Зелимхан Гиреев, житель Грозного:
«21 октября я, мой брат Асланбек и наш знакомый на машине марки „Жигули“ поехали на центральный рынок запастись продуктами. Это было около в 16.30. …Асланбек сразу пошел в сторону рыбных рядов. Я шел по другим рядам и услышал взрывы, один за другим прозвучало несколько очень сильных взрыва. Я повернулся и ощутил сильный свист в правом ухе. Одновременно сотни осколков зарикошетили вокруг. Кругом кричали и плакали женщины, везде раненые, оторванные руки и ноги, кровь. Мне кажется, люди не понимали, что с ними произошло. Некоторые раненые, с разорванными конечностями стояли с каким-то странно-спокойным видом. Некоторые были без сознания. У вещевых лотков стоял мой брат. Левую руку, точнее то, что от неё осталось, он придерживал правой. Он весь был в крови. Шея и лицо сгоревшие, с ободранными кусочками кожи. На левом виске открытая рана. На лице не было ни миллиметра нормального цвета кожи, все лицо в ранках. Кусок нижней губы оторван, в оба глаза попали осколки.»
Одним из первых о взрыве сообщил корреспондент Радио «Свобода» Андрей Бабицкий. В своём репортаже с места события он сразу же заявил о том, что причиной взрыва стал ракетный удар со стороны Российских Вооружённых сил:
«Удар по Центральному рынку Грозного, той его части, на которой торгуют не продовольствием, а одеждой, посудой, аппаратурой и прочим, застал людей под конец базарного дня, когда все после работы торопятся сделать необходимые покупки. Сегодня утром мы все побывали на рынке. … Целый квартал лоточков, будочек и навесов снесен взрывом. … абсолютно обыкновенный колхозный рынок, там торгуют продуктами, а там, куда упала ракета, там торговали вещами. Мы поехали в 9-ю городскую больницу, … и там мы застали чудовищную картину: залитые кровью полы и огромное количество раненых. Раненых, убитых, и умирающих прямо на наших глазах людей подвозили каждую секунду. Автобусы, микроавтобусы, легковые машины. Весь внутренний дворик больницы был заставлен машинами с тяжелоранеными людьми, которых не успевали вносить в больницу. Я скажу, что насчитал около тридцати человек, и не всегда было понятно, кто просто ранен, а кто уже мертв».
Другой журналист Радио «Свобода», Хасин Радуев, также сообщает: 
«все ракеты взорвались в центральной части города. На Центральном рынке, торговые ряды которого функционируют практически круглосуточно — погиб 61 человек. В мечети посёлка Калинина в часы вечерней молитвы оказалось около 60 человек. 41 погиб. Одна из ракет взорвалась во дворе единственного в Грозном действующего родильного дома. Жертвами стали 13 женщин и 15 новорожденных малышей. Ещё 7 человек погибли от осколков на стоянке перед зданием роддома. Много раненых у Главпочты, где на автостоянке в момент взрыва находились несколько автобусов с пассажирами»

## Версии случившегося

### Версия о взрыве склада боеприпасов
Согласно сообщению первого заместителя военного прокурора полковника юстиции Калита В. И. проведено «большое количества проверочных мероприятий в различных субъектах РФ. Данных, подтверждающих нанесение по месту торговли авиационного, ракетного, бомбового или артиллерийского удара, совершенного Федеральными Силами РФ, не выявлено». 22 января 2007 г. по результатам проверки вынесено постановление об отказе в возбуждении уголовного дела по п.1 ч. 1 ст. 24 УПК РФ. «Относительно событий, имевших место 21.10.1999 г. на центральном рынке г. Грозного проверкой достоверно установлено, что 21.10.1999 г. в помещении нелегального склада оружия и боеприпасов, расположенном на центральном рынке г. Грозного, где осуществлялась продажа оружия и боеприпасов лицам из числа незаконных вооружённых формирований, произошёл мощный взрыв».

Руководитель Центра общественных связей ФСБ генерал-лейтенант Александр Зданович в интервью Радио России, заявив о непричастности его службы к взрывам в центре Грозного, тем не менее, заметил об имевшихся у них данных о складировании на рынке оружия, боеприпасов и взрывчатых веществ: 
«…Боевики, считая, что по скоплению людей не будет нанесен удар ни авиацией, ни артиллерией, складировали там большое количество боеприпасов. Поэтому мы не исключаем, что мог произойти самопроизвольный подрыв боеприпасов, приведший к гибели людей»
Однако, кроме официальной версии Военной прокуратуры имелись и другие версии представителей федеральных сил. В частности, Александр Веклич, начальник объединённого пресс-центра федеральной группировки войск на Северном Кавказе напротив, утверждал, что это была спецоперация федеральных сил против торговцев оружием: 
«По данным разведки, вчера в районе Биржа в городе Грозном был обнаружен рынок, на котором шла продажа оружия и боеприпасов террористам. В результате специальной операции рынок вместе с оружием и боеприпасами, а также торговцами оружия уничтожен. …Операция проводилась вневойсковыми способами и без применения артиллерии и авиации. …в темное время суток мирные люди не ходят по рынку, где продается оружие бандитам и террористам, а сидят дома. Поэтому, там если и были пострадавшие, это были пострадавшие те, кто продает оружие и боеприпасы бандитам». 
Описание оружейного рынка, именуемого в просторечье «Биржей»: «… Не знаю, кто назвал так участок на рынке, где играют на бильярде, жарят шашлыки и торгуют оружием. Пошли на биржу. Работает. Автомат Калашникова — 350 долларов, пистолет Макарова — 250, одноразовый гранатомет „Муха — 400, РПГ — 1000 долларов. … цены на товар напрямую зависят от обстановки в республике. Во время дагестанских событий — подскочили. Потом упали. Теперь опять полезли вверх.“»

### Версия о провокации чеченских повстанцев
По другим данным, взрыв на рынке Грозного мог быть провокацией со стороны чеченских повстанцев. Как сообщает ИТАР-ТАСС, бывший работник министерства государственной шариатской безопасности Ичкерии заявил, что взрыв на рынке Грозного произошёл при погрузке ящика с боеприпасами в кузов автомобиля. Бывший сотрудник госбезопасности также заявил, что несколько дней назад состоялось секретное собрание полевых командиров, на котором с предложением провести серию террористических актов, «разоблачающих сущность российских солдат, творящих зверства на территории Чечни» выступил Салман Радуев. Возможно, взрыв в Грозном был одной из акций, которая была реализована после совещания полевых командиров. Цель её — сорвать встречу в Хельсинки «Россия-Евросоюз» и показать всему миру «лицо российского солдата».
22 октября в интервью утренней программе новостей телеканала НТВ Александр Михайлов, руководитель специально созданного для освещения конфликта в Чеченской республике Российского информационного центра, заявил, что ни одного боевого вылета на Грозный самолёты федеральных сил накануне не совершали, не применялись и тактические ракеты «земля-земля». Он не исключил, что взрыв на рынке стал результатом террористического акта, подготовленного самими боевиками.

### Версия о ракетном ударе
Президент Ингушетии генерал Руслан Аушев отверг версию о взрыве склада оружия: «Я видел пожары на войсковых складах. Даже когда взрывались самые большие склады на Дальнем востоке — ну, один-два раненых. А тут такое точное попадание и столько трупов, и столько раненых. Понятно, для меня, как военного, что нанесли удар тактическими ракетами…»

В то же время командующий «Западной» группировкой федеральных сил генерал Шаманов, в интервью на НТВ в ток-шоу «Глас Народа», которое вел Евгений Киселёв, не исключил возможность нанесения ракетного удара по рынку Грозного:

Шаманов: Видимо, были применены «средства старшего начальника». 

Евгений Киселёв: Что такое «средства старшего начальника»? 

Шаманов: Это могут быть или ракетные удары, примененные авиацией или сухопутными войсками, или высокоточное оружие". 

На вопрос о том, кто имел право отдать приказ о применении таких видов оружия, последовал ответ: 

«Шаманов: Это вопрос не ко мне, это вопрос к вышестоящему начальству. 

Евгений Киселёв: Вы можете дать такой приказ? 

Шаманов: Нет, у меня таких средств нет».
В то же время президент Ингушетии Руслан Аушев де-факто возложил ответственность за ракетный удар на президента России Б. Н. Ельцина:
«Все принимается на самом высоком уровне. Применялись ракеты „земля-земля“, в принципе, носители ядерного оружия. Когда вопрос обсуждался, какие силы и средства будут задействованы, … когда операция планировалась, там дали добро. Я думаю, что президент об этом знает. Кто возьмет на себя ответственность без президента использовать ракетные войска?»